# Främmande länder
Främmande länder är ett album från 1981 av det svenska bandet Lill-Nickes. Medverkande på inspelningen var Dan Larsson på dragspel, bas, klaviatur och sång, Anders Jönsson på gitarr, klaviatur och sång, Stig-Olof Petersson på fiol, orgel och sång, Bengt Svensson på trummor och Jan-Erik Mattsson på bas, gitarr, saxofon och sång.

## Låtlista
Sida A
1. "Harmonica jingle" (trad. arr Lindqvistarna-Kjell Wigren)
2. "Brunkullans vals" (Henry Suede)
3. "Främmande länder" (J.Whitney-A.Kramer-Karl Lennart)
4. "Skepparschottis" (Thore Härdelin)
5. "Blånn-Olles hambo" (Blånn-Olle)
6. "En månskenspromenad" (Thore Ehrling-Nils Hellström)
7. "Skurdalsdansen" (Norsk trad.)
8. "Ta och se dej omkring" (Text och musik:Anders Jönsson)

Sida B
1. "Tåla dej Janne" (trad.)
2. "Doroteapolketten" (trad.)
3. "Maria Elena" (L. Barcelata)
4. "Spelmansvals från Jämtland" (Edvin Jonzon)
5. "Så vill jag bli" (Björn Afzelius)
6. "Polka från Ceylon" (trad. efter Ceylon Wallin)
7. "Hårgalåten" (trad.)
8. "När kvällens dans är slut" (Lennart Clerwall)